# Rio da Prata (Araci)
O rio da Prata é um curso de água da cidade de Araci, do estado de Bahia, Brasil. Compõe, com outros, a bacia hidrográfica do Rio Itapicuru. Tem sua nascente no povoado de Bento, no município de Araci, e deságua no rio Itapicuru.
Este rio está totalmente inserido no município araciense, percorrendo uma distancia de 19.7 Km (segundo ferramenta de medição de distância do Google Maps) desde sua nascente no povoado de Bento até o Rio Itapicuru.